# Yamaha QY70

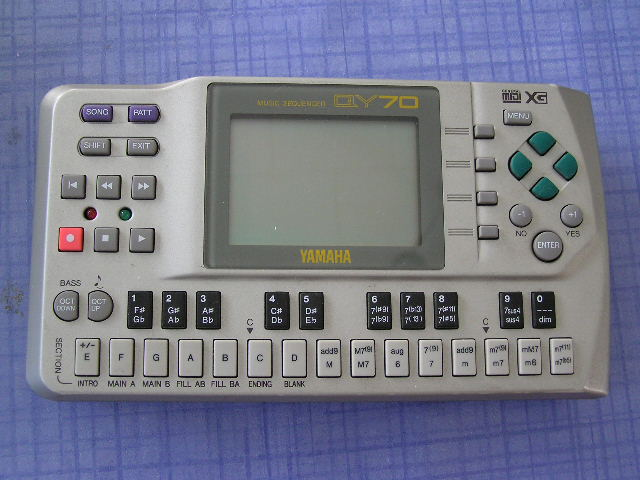
Frontansicht der Yamaha QY70

Die 1997 von der Yamaha Corporation veröffentlichte QY70 ist eine speziell für Kompaktstudios bzw. reisende Musiker entwickelte Groovebox.

## Beschreibung
Die wachsende Nachfrage nach All-in-one-Lösungen Mitte der 1990er Jahre veranlasste Yamaha, seine QY-Serie mit der QY70 zu erweitern. Diese beinhaltete eine 32-stimmige Tonerzeugung mit 519 normalen Klängen (XG Format) und 20 Percussion-Sets à 128 Klängen. 128 Voreinstellungen waren bereits vorprogrammiert und 64 standen dem Benutzer zur freien Programmierung zur Verfügung. Als Hauptsteuerungseinheit dienen zwei multifunktionale Klavieroktaven (25 Miniknöpfe, nicht anschlagsdynamisch), wie sie auch schon in Geräten wie beispielsweise der Roland TB-303 eingebaut war.
Ebenso war das Gerät mit einer MIDI-Schnittstelle für Befehle in und aus der Workstation versehen (kein MIDI-Thru) und als Klanggenerationsmethode diente das AWM2-Verfahren. Drei Effekteinheiten konnten mit den 16 vorhandenen Spuren verwendet und mit den Klängen aus dem 4 MB großen Speicher verarbeitet werden.
Trotz des nicht allzu großen Erfolges fand das Instrument 2001 mit der QY100 einen Nachfolger. Auch ein größerer MIDI-Sequenzer mit der Bezeichnung QY700 war erhältlich.
Das Gerät konnte sowohl mit Netzteil als auch mit Batterie betrieben werden.